# ریچارد برایت (هنرپیشه)
ریچارد برایت (به انگلیسی: Richard Bright) (زاده ۲۸ ژوئن ۱۹۳۷- درگذشته ۱۸ فوریه ۲۰۰۶) بازیگر آمریکایی بود.
از فیلم‌های معروف او می‌توان به بازی در سه گانه پدرخوانده، چه کسی را باید بکشم، به فردا امیدی نیست، گریز، دو مدل از یک نوع و موج جرم و جنایت اشاره کرد.